# Heavy Metal 2
Heavy Metal 2 — второй альбом Viperr, выпущенный 13 сентября 2024 года. Артисты позиционировали его как «топ-1 альбом СНГ 21 века», и он стал одним из самых обсуждаемых релизов года. Альбом характеризуется как агрессивный, мрачный и новаторский релиз.
Он состоит из 21 трека, записанных без участия приглашённых исполнителей, что является рекордным количеством композиций для дуэта. Первое публичное упоминание о проекте появилось 15 ноября 2023 года, когда артисты в своих социальных сетях опубликовали фотографию с подписью «heavy metal 2». По некоторым данным, запись альбома проходила в отеле в Нью-Йорке. Бюджет альбома и команда записи не разглашаются.
Автором официальной обложки стал дизайнер Гоша Рубчинский, который опубликовал её в своём Telegram-канале с подписью «Viperr». Дизайн обложки явно вдохновлён логотипом группы «Коррозия Металла».. Для музыкальной площадки Apple Music была сделана альтернативная версия обложки с изображением участников дуэта.
Первая композиция показанная до релиза альбома, это сниппет трека I Love God. Kai Angel и 9mice опубликовали отрывок песни к себе в Instagram в 12 июля 2024 года. 

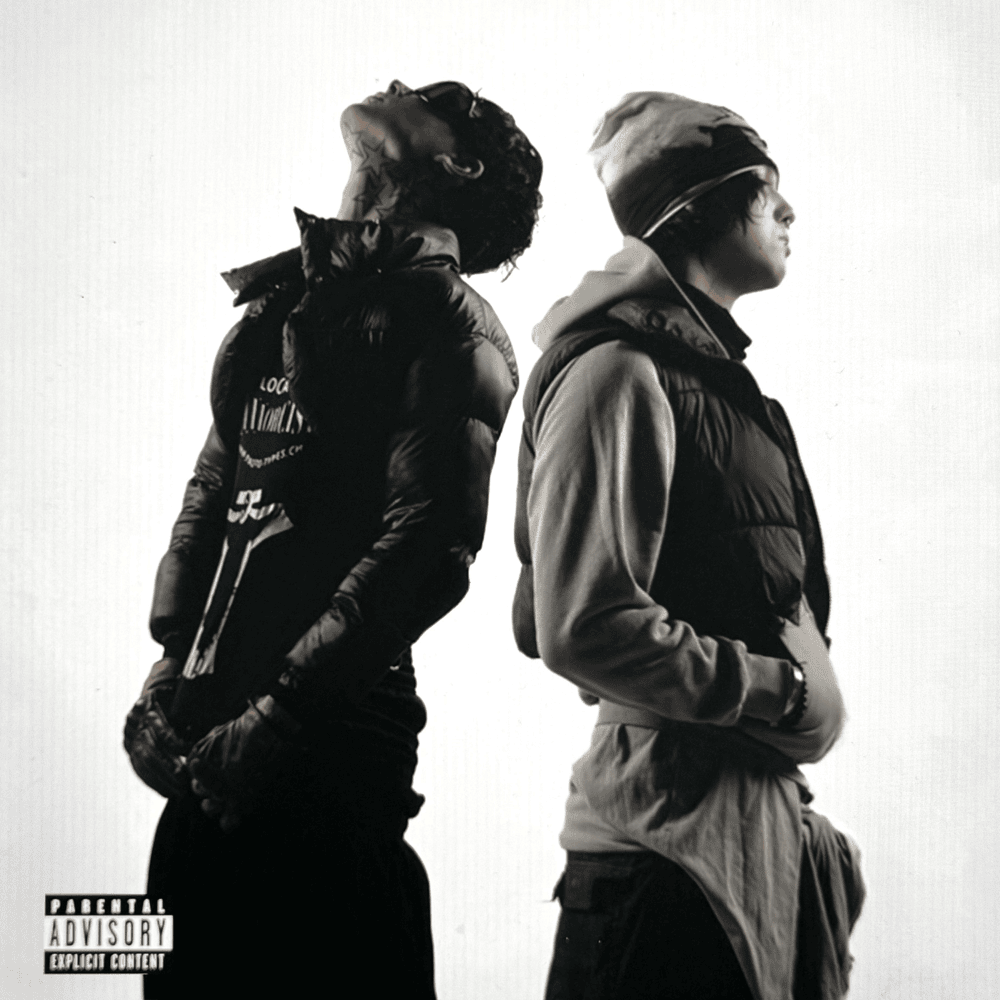
Версия обложки для Apple Music

## Музыкальный стиль и звучание
«Heavy Metal 2» состоит из 21 трека без гостевых участий. Альбом развивает любовь артистов к американской эстетике и актуальному трэп-звучанию, но при этом получился значительно более разнообразным, чем его предшественник.
Пластинка представляет широкий жанровый спектр: от привычного трэп- и рейдж-звучания до агрессивного бразильского фонка, R&B, хардкор-панк, мичиган-рэп, мемфис-рэп, элементов метала, танцевальной электроники, мужского хора и битов в стиле Тимати. Несмотря на это разнообразие, в основе звучания остаётся опиумный рейдж-трэп.
Лонгплей начинается с философской интерлюдии, напоминающей сессию лайф-коучинга, которая исследует тему пустоты как неотъемлемой части человеческой сущности. В текстах присутствуют десятки отсылок к зарубежной и отечественной поп-культуре (например, «Rude Boy» Рианны, «Beautiful People» Мэрилина Мэнсона, «I Wanna Be Your Dog» Игги Попа) и язвительные диссы на представителей индустрии (в частности, на «коллективный PHARAOH»). Артисты провозглашают себя бессмертными легендами, социопатами, уставшими рок-звездами, самыми богатыми селебрити и даже романтичными бойфрендами (в треке «Homecoming» они внезапно дают лирику, что воспринимается как насмешка).

## Продвижение и маркетинг
Масштабная промо-кампания альбома «Heavy Metal 2» началась за два месяца до его выхода и продолжилась после релиза:
1. Предварительный период: За несколько недель до анонса релиза объединение Viperr объявило о своём «распаде», что вызвало активное обсуждение. Позднее дуэт опроверг эту информацию и сообщил о выходе «Heavy Metal 2». Летом 2024 года артисты начали публиковать в социальных сетях сниппеты (всего пять тизеров) и изменили аватарки в своих Telegram-каналах на изображения, отсылающие к логотипам H&M. 28 июля был выпущен первый сингл с альбома — «Fire Alarm» вместе с клипом. 17 августа Viperr представили альтернативную обложку грядущего релиза.
2. Уличная и радио-реклама (10-12 сентября): С 10 по 11 сентября на улицах Москвы и Санкт-Петербурга были размещены плакаты и нанесены надписи на асфальте с номером телефона. При звонке по этому номеру срабатывал автоответчик, сообщавший: «Я так устал везти этот тяжёлый кусок металла». Параллельно артисты заменили обложку первого «Heavy Metal» в российских стриминговых сервисах на изображение с промо-плаката. В Москве был замечен автомобиль Dodge Challenger с надписью «Тяжёлый металл», из которого звучал отрывок из трека «Hate People». За день до выхода альбома, 12 сентября, рекламный баннер с его обложкой появился на Таймс-сквер в Нью-Йорке. В тот же день Kai Angel и 9mice активно задействовали Telegram-канал радиостанции Studio 21: в течение дня публиковались новости об альбоме, а в эфире каждый час звучали треки с первого альбома «Heavy Metal» с аудиозарисовкой из автоответчика. Дикторский голос анонсировал скорый выход нового альбома. Пользователям, позвонившим по промо-номеру (около 156 тысяч человек), были отправлены SMS-сообщения с текстом: «Спишь? не спи. я буду через 10 минут. HM2».
3. Послерелизные коллаборации: После релиза дуэт появился на стриме музыкального обзорщика Фломастера (проект «Риса за творчество»). 14 сентября был запущен сайт viperr.world для продажи мерча. Было анонсировано сотрудничество с московским рестораном КМ20, в меню которого появилась фирменная чёрная пицца и напиток (коллаборация продлилась до 3 октября). В начале октября 2024 года Viperr объявили о сотрудничестве с криптовалютным мини-приложением Blum, функционирующим как биржа в Telegram. Трек «Blum (Big City Life)» вошёл в альбом «Heavy Metal 2», что указывало на заранее спланированное сотрудничество. Был создан специальный Telegram-канал, который менее чем за сутки набрал 2,4 миллиона подписчиков, а за несколько дней аудитория достигла 4 миллионов. Пользователям Blum предлагалось выполнить задания, включая создание видеороликов в TikTok под трек, за что начислялись 666 Blum-очков, которые впоследствии могли быть выведены на криптовалютные кошельки.

## Лирическое содержание
Лонгплей начинается с философской интерлюдии, размышляющей о пустоте и необходимости быть «более хитрым и использовать что-то более основательное и долгое». За фирменным, суперконцентрированным и перегруженным звуком Kai Angel и 9mice провозглашают себя бессмертными легендами (в треке «Phoenix»), социопатами («Hate People»), уставшими рок-звёздами («Da Vinci») и самыми богатыми и значимыми знаменитостями. В композиции «Homecoming» артисты неожиданно демонстрируют лирическую сторону, что воспринимается как «жестокая насмешка». В текстах присутствуют постоянный неймдроппинг, обилие английских словечек, хвастовство знакомством с Мэрилином Мэнсоном и Трэвисом Баркером, а также десятки отсылок к зарубежной и отечественной поп-культуре и несколько язвительных диссов на представителей индустрии (например, «коллективный Pharaoh»). Особо отмечается хардкор-панк трек «Hollywood Takeover» и весёлый «Criminal Михаил Круг».

## Приём и значимость
Альбом «Heavy Metal 2» дебютировал на 8-м месте в глобальном чарте Apple Music и занял первое место в мировом чарте Genius, удерживая его в течение 5 дней. Релиз был охарактеризован как «русский рэп из Лос-Анджелеса для Gen Z».
В обзорах отмечалось жанровое разнообразие, а также агрессивное, мрачное и новаторское звучание дуэта. Хотя многие признавали, что Kai Angel и 9mice звучат очень круто, некоторые критики выразили мнение, что им ещё предстоит до конца понять, как работают альбомы, поэтому пластинка иногда воспринимается скорее как микстейп, чем как целостный релиз, из-за недостаточной связности между треками, помимо общего угара и желания задеть слушателя. Однако альбом был признан интересным как культурный (и даже межкультурный) феномен, как шоукейс достижений современного рэпа, а также просто как набор модных и весёлых треков для вечеринок. Отмечается, что в обнажении и маскировке пустоты души «главные готические принцы отечественного хип-хопа преуспели сверх всякой меры».

## Список композиций
Все тексты и музыка написаны Kai Angel и 9mice
| №   | Название                   | Длительность |
| --- | -------------------------- | ------------ |
| 1.  | «Cyber Is Dead Interlude»  | 1:25         |
| 2.  | «Fountainebleau»           | 2:14         |
| 3.  | «Phoenix»                  | 2:30         |
| 4.  | «Blum - Big City Life»     | 2:38         |
| 5.  | «Ринопластика (Surgery)»   | 1:55         |
| 6.  | «Paparazzi»                | 0:14         |
| 7.  | «So Good»                  | 1:52         |
| 8.  | «Frank Ocean»              | 2:09         |
| 9.  | «2017»                     | 2:11         |
| 10. | «Da Vinci»                 | 2:11         |
| 11. | «LMFAO»                    | 2:34         |
| 12. | «Ice + Alabaster»          | 2:12         |
| 13. | «Tusa V.I.P.»              | 1:59         |
| 14. | «I Love God»               | 2:03         |
| 15. | «Smells Like Teen Spirit»  | 0:05         |
| 16. | «Hollywood Takeover…»      | 0:57         |
| 17. | «I Wanna Be Your Dog»      | 2:07         |
| 18. | «Hate People»              | 1:49         |
| 19. | «Fire Alarm»               | 0:56         |
| 20. | «Murder On The Dancefloor» | 1:45         |
| 21. | «Homecoming»               | 2:57         |